# Valentinstag (Film)
Valentinstag (Originaltitel: Valentine’s Day) ist eine US-amerikanische Liebeskomödie des Regisseurs Garry Marshall aus dem Jahr 2010. Der Film handelt von Menschen am Valentinstag, die über verschiedene Wege eine Verbindung zueinander haben.

## Handlung
Der Film zeigt Wendepunkte in den romantischen Beziehungen mehrerer Paare, die sich alle am Valentinstag ereignen. Knotenpunkt der verschiedenen Stränge ist das Siena Bouquet, ein Blumenladen in Los Angeles.
Der Florist Reed macht seiner Freundin Morley einen Heiratsantrag, den sie zunächst annimmt. Später am Tag ändert sie jedoch ihre Meinung und verlässt ihn. Seine engsten Freunde Alphonso und Julia sind jedoch nicht überrascht. Wie sie ihm gestehen, hielten sie die Beziehung für zum Scheitern verurteilt. In einem Flugzeug im Anflug auf Los Angeles geraten Kate, eine im Irak stationierte Offizierin der US-Armee, und Holden, der gerade seine Beziehung beendet hat, ins Gespräch. Kate ist nur für einen Tag beurlaubt, an dem sie ihre Familie besuchen will. Als am Flughafen kein Taxi zu bekommen ist, bietet Holden ihr seine Limousine an.
Reeds gute Freundin Julia, eine Grundschullehrerin, ist indes frisch verliebt in Harrison, einen Arzt. Reed findet jedoch heraus, dass Harrison mit Pamela verheiratet ist und die beiden ein gemeinsames Kind haben, als Harrison Blumen für seine Frau bestellt. Harrison verbringt den Valentinstag auf einer Geschäftsreise in San Francisco und Julia will ihm nachreisen. Als Reed sie von Harrisons Ehe informiert, glaubt sie ihm zunächst nicht, sie muss jedoch herausfinden, dass Reed Recht hat. Sie verursacht eine Szene in einem Restaurant, die zu einem Bruch zwischen Harrison und Pamela führt.
Edison, einer von Julias Schülern, schwärmt für sie und will ihr Blumen durch das Siena Bouquet schicken. Wegen des Valentinstags kommt es zunächst zu Verzögerungen, schließlich erhält Julia die Blumen, überzeugt Edison jedoch, sie einer einsamen Klassenkameradin zu schenken, die auf ihn steht. Edisons Babysitter, die Highschoolschülerin Grace, hat sich mit ihrem Freund Alex verabredet, am Valentinstag ihr erstes Mal zu erleben. Die beiden werden jedoch ertappt. Eine Bemerkung von Grace über diesen Vorfall führt zu einer Krise zwischen Edisons Großeltern, Estelle und Edgar. Estelle gesteht ihrem Mann, dass er nicht der Einzige ist, mit dem sie jemals geschlafen hat und sie daher verstehen kann, dass Grace neugierig auf Sex ist.
Willy und Felicia, zwei Mitschüler von Grace, sind frisch verliebt und haben sich sehr romantische Geschenke gemacht: Felicia hat einen übergroßen Teddybären bekommen, den sie den ganzen Tag mit sich herumträgt, und Willy hat eine „Glücksnummer“ auf sein Sporthemd aufgebügelt bekommen. Die beiden werden für eine lokale Nachrichtensendung von Kelvin interviewt und erzählen, dass sie noch keinen Sex haben wollen.
Sean, ein homosexueller professioneller Footballspieler, erwägt, gemeinsam mit seiner Agentin Paula und seiner PR-Vertreterin Kara, sich zu outen, was das Ende seiner Karriere bedeuten könnte. Kara ist eine enge Freundin von Julia und bereitet ihre jährliche Anti-Valentinstag-Party vor. Sie trifft jedoch auf Kelvin, der den Valentinstag ebenfalls verabscheut, insbesondere, da er das Feature über verliebte Paare machen muss. Die beiden verlieben sich und es kommt zu einem Kuss. Paulas neue Vorzimmerdame Liz geht seit ein paar Wochen mit Jason von der Poststelle aus. Als er erfährt, dass Liz mit Telefonsex zusätzliches Geld verdient, kommt es zum Streit. Liz rechtfertigt sich damit, dass sie wegen ihrer Studienkredite bankrott ist. Jason läuft im Streit davon. Nachdem er jedoch erlebt, wie Estelle und Edgar sich in einem Open-Air-Kino mit einem Kuss öffentlich versöhnen, kehrt er zu Liz zurück.
Schließlich outet sich Sean in einem landesweiten Fernsehauftritt. Holden, der mit ihm zusammen war, beschließt daraufhin, zu ihm zurückzukehren. Kate kommt zu Hause an und wird von ihrem Sohn begrüßt. Es ist Edison. Felicia und Willy verabschieden sich nach einem gemeinsamen Abend mit einem Kuss. Alex und Grace entscheiden sich, ebenfalls noch mit dem Sex zu warten. Nach den turbulenten Ereignissen des Tages treffen sich Reed und Julia wieder und erkennen, dass sie mehr als nur freundschaftliche Gefühle füreinander hegen.

## Synchronisation
Die deutschsprachige Synchronisation entstand bei der RC Production Kunze & Wunder nach einem Dialogbuch von Jan Odle, der auch die Dialogregie übernahm.
| Darsteller/in    | Rolle             | Deutsche/r Synchronsprecher/in |
| ---------------- | ----------------- | ------------------------------ |
| Jessica Alba     | Morley Clarkson   | Stephanie Kellner              |
| Kathy Bates      | Susan             | Regina Lemnitz                 |
| Jessica Biel     | Kara Monahan      | Gundi Eberhard                 |
| Bradley Cooper   | Holden Wilson     | Tobias Kluckert                |
| Eric Dane        | Sean Jackson      | Dennis Schmidt-Foß             |
| Patrick Dempsey  | Harrison Copeland | Boris Tessmann                 |
| Hector Elizondo  | Edgar             | Friedrich Georg Beckhaus       |
| Jamie Foxx       | Kelvin Moore      | Charles Rettinghaus            |
| Jennifer Garner  | Julia Fitzpatrick | Dorette Hugo                   |
| Topher Grace     | Jason Morris      | Timmo Niesner                  |
| Anne Hathaway    | Liz               | Marie Bierstedt                |
| Ashton Kutcher   | Reed Bennett      | Marcel Collé                   |
| Queen Latifah    | Paula Thomas      | Martina Treger                 |
| Taylor Lautner   | Willy Harrington  | Ricardo Richter                |
| George Lopez     | Alphonso          | Jörg Hengstler                 |
| Shirley MacLaine | Estelle           | Judy Winter                    |
| Emma Roberts     | Grace Smart       | Luisa Wietzorek                |
| Julia Roberts    | Kate Hazeltine    | Daniela Hoffmann               |
| Taylor Swift     | Felicia Kenny     | Yvonne Greitzke                |
| Christine Lakin  | Heather           | Maria Koschny                  |

## Hintergrund
- Kinostart in Deutschland war am 11. Februar 2010, in den USA am 12. Februar 2010.
- Taylor Swift, die auch eine Rolle im Film spielt, nahm einen Titel für den Soundtrack auf.
- Als sich im Open-Air-Kino auf dem Friedhof Edgar (Hector Elizondo) und Estelle (Shirley MacLaine) wieder versöhnen, ist auf der großen Leinwand im Hintergrund ebenfalls Shirley MacLaine in einer Szene aus dem Film Hitzewelle (Hot Spell) von 1958 zu sehen.
- Im Abspann ist eine Szene mit Kate Hazeltine (Julia Roberts), in der sie am Rodeo Drive entlang gefahren wird, und der Chauffeur fragt sie, ob sie dort schon einmal shoppen war. Sie antwortet: „I did once. It was a big mistake. Big. Huge.“ In Pretty Woman (1990) war Julia Roberts dort in der Rolle der Vivian Ward einkaufen und sagte zu einer Verkäuferin über ihre Erfahrung dort: „Big mistake. Big. Huge.“
- Die Schauspielerin Julia Roberts ist die Tante der Schauspielerin Emma Roberts. Emma Roberts spielt im Film die Babysitterin von Julia Roberts’ / Kate Hazeltines (Film-)sohn Edison.

## Kritiken
Die Bewertungen amerikanischer Kritiker fielen zum größten Teil negativ aus. Metacritic weist, basierend auf 33 Kritiken, eine Durchschnittsbewertung von 34 von 100 Punkten auf und stuft das Kritikerecho als „generally unfavorable“ ein. Der Kritik-Aggregator Rotten Tomatoes weist auf Basis von 190 Kritiken sogar nur einen Anteil 18 % positiver Kritiken bei einer durchschnittlichen Wertung von 4,0/10 aus.

„Romantische Ensemble-Komödie mit großem Star-Aufgebot, die die Vielzahl der Figuren dramaturgisch nicht in den Griff bekommt und sich in oberflächlich gezeichneten Dramoletten verliert, deren hysterisches Ringen um Romantik verlogen und steril wirkt.“

„Trotz Star-Besetzung gelingt dem erfolgreichen Komödien-Regisseur Garry Marshall mit ‚Valentinstag‘ kaum mehr als rosaroter Klamauk.“

„Ziemlich ödes, langweiliges Plapper-Kino.“

„Nein, die romantische Komödie wurde mit ‚Valentinstag‘ nicht neu erfunden. Zum Glück ist der Ensemblefilm naturgemäß ein promiskes Format: Man muss es mit keiner Figur lange aushalten. Was immer der Valentinstag ist, er hat hiermit seine Botschaft.“

„Dies ist ein Film, den man nach den verschiedenen Temperaturgraden beschreiben könnte, in die er uns alle paar Minuten stürzt. Was mit dem Bündel Hollywoodstars zusammenhängt, die da zu einem verschlungenen Episodengemenge am Valentinstag, dem 14. Februar, zusammengeholt wurden.“

## Auszeichnungen
Die Deutsche Film- und Medienbewertung (FBW) verlieh dem Film das Prädikat wertvoll.
Ashton Kutcher und Jessica Alba wurden für ihre Darstellung in dem Film mit der Goldenen Himbeere in den Kategorien Schlechtester Schauspieler und Schlechteste Nebendarstellerin ausgezeichnet. Taylor Lautner und George Lopez waren in den Kategorien Schlechtester Schauspieler und Schlechtester Nebendarsteller nominiert.

## Soundtrack
| Titel                             | Interpret                               |
| --------------------------------- | --------------------------------------- |
| Quit Your Job                     | Jamie Foxx                              |
| Say Hey (I Love You)              | Michael Franti & Spearhead              |
| I’m in the Mood For Love          | Jools Holland & Jamiroquai              |
| On the Street Where You Live      | Willie Nelson                           |
| Everyday                          | Sausalito Foxtrot                       |
| Stay Here Forever                 | Jewel Kilcher                           |
| Amor                              | Ben E. King                             |
| Cupid                             | Amy Winehouse                           |
| The Way You Look Tonight          | Maroon 5                                |
| 4 and 20                          | Joss Stone                              |
| Valentino                         | Diane Birch                             |
| Te quiero dijeste                 | Nat King Cole                           |
| Jump Then Fall                    | Taylor Swift                            |
| Shine                             | Black Gold                              |
| Keep on Loving You                | Steel Magnolia                          |
| Somebody to Love                  | Leighton Meester featuring Robin Thicke |
| I’m into Something Good           | The Bird and the Bee                    |
| Signed Sealed Delivered I’m Yours | Anju Ramapriyam                         |
| Today Was a Fairytale             | Taylor Swift                            |
| For once in my life               | Stevie Wonder                           |